# Robert Funk
Robert W. Funk (18 de Julho de 1926 - 3 de setembro de 2005), um  estudioso bíblico nascido nos Estados Unidos da América, foi o fundador do controverso Jesus Seminar e do Instituto Westar, localizado na Califórnia. 
Funk, como acadêmico, tentou promover a investigação e educação sobre o que ele chamou de 
"alfabetização bíblica". Sua abordagem da hermenêutica foi histórico-crítica, com um forte ceticismo em relação a fé cristã ortodoxa, em especial sobre a historicidade de Jesus.
Funk era Bacharel em teologia e mestre pela Butler University e suas filiadas Christian Theological Seminary em 1950 e 1951, foi PhD em 1953 pela Vanderbilt University. Ele ensinou no American School of Oriental Research, em Jerusalém, foi presidente do departamento de teologia da Vanderbilt University e secretário executivo da Sociedade Bíblica de Literatura dos EUA. Ele também foi fundador e primeiro diretor executivo da Scholars Press (1974-1980).
Em março de 1985, por ocasião da fundação do Jesus Seminar, proferiu as seguintes palavras:
"Nós estamos entrando numa importante empreitada. Vamos procurar simplesmente e rigorosamente a voz de Jesus, o que ele realmente disse. Neste processo, iremos formular uma questão que chega aos limites do sagrado, ou também da basfêmia, para muitos em nossa sociedade. Como consequência, o caminho que seguiremos poderá trazer riscos. Poderemos provocar hostilidades. Mas, vamos começar, apesar dos perigos, porque somos profissionais e porque a questão de Jesus deve ser encarada, da mesma forma que o monte Everest por um grupo de escaladores" .